# Kochtopf

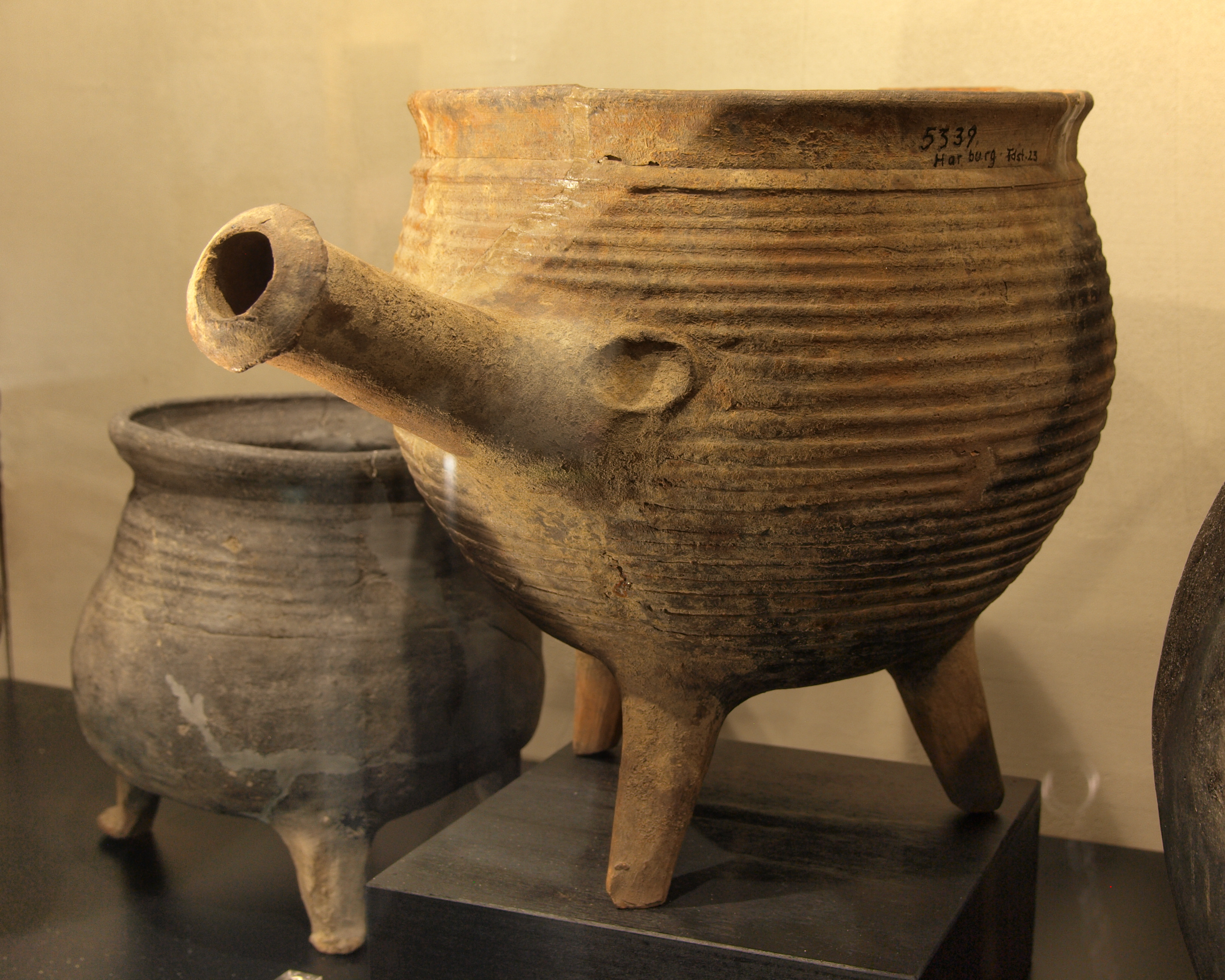
Zwei mittelalterliche Kochtöpfe aus Hamburg um 1200–1400 n. Chr.

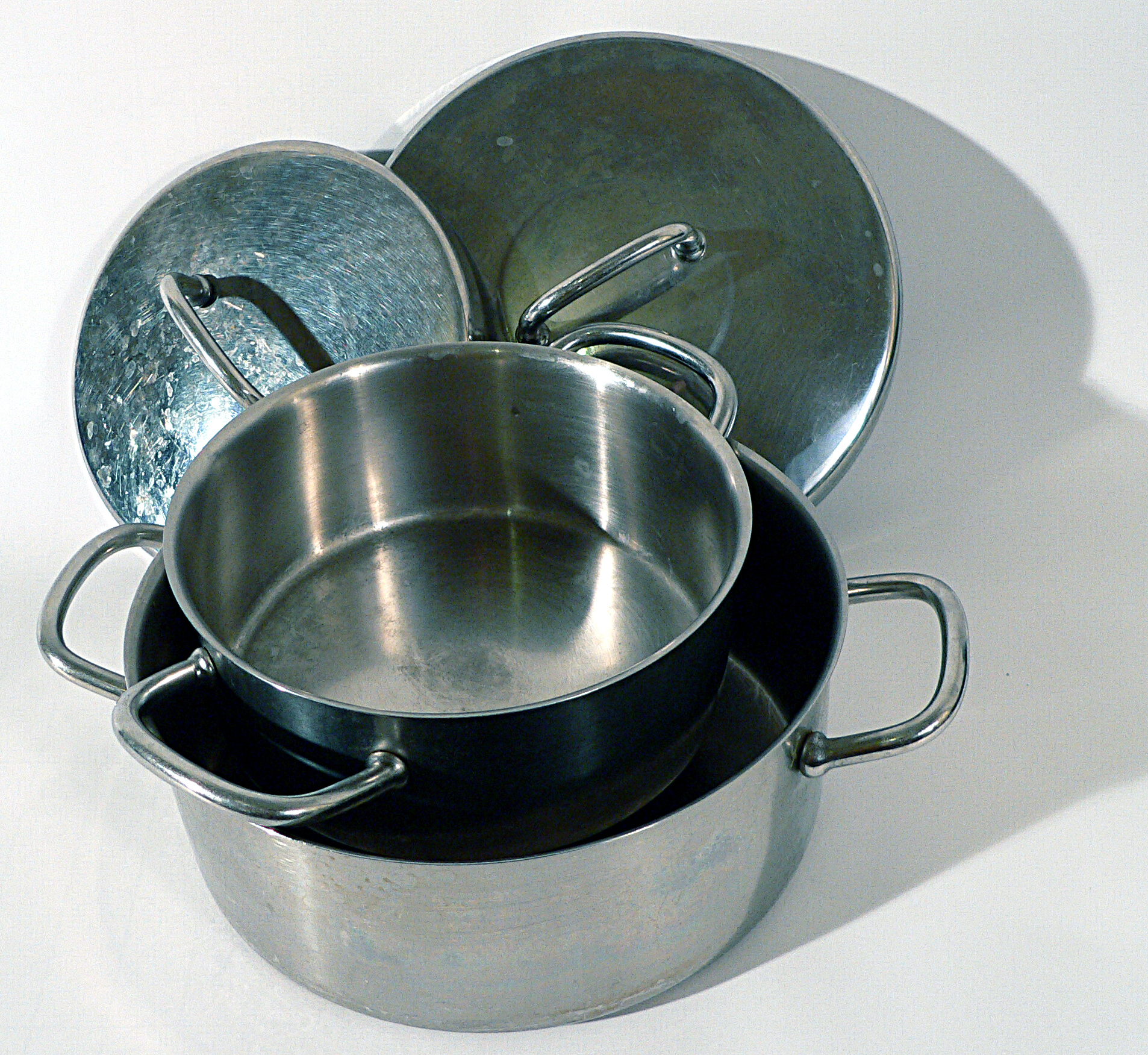
Töpfe aus Chromnickelstahl

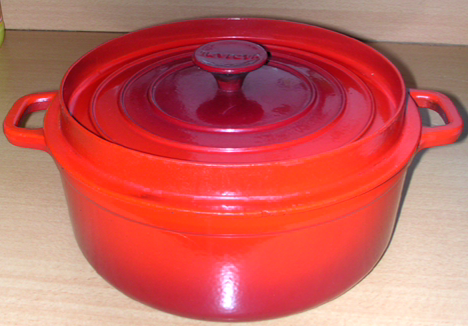
Kokotte

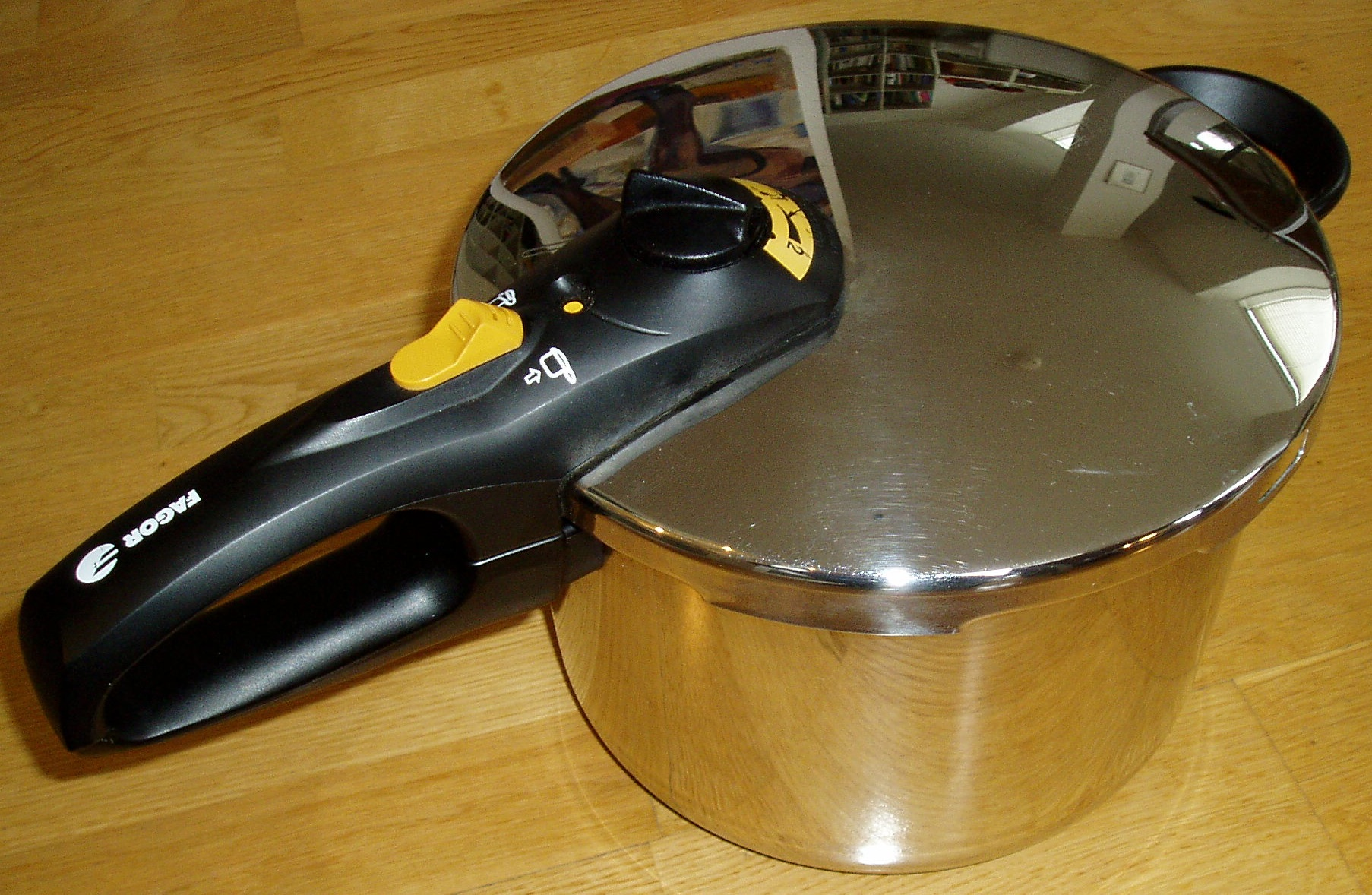
Schnellkochtopf

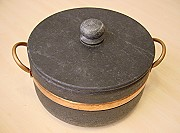
Specksteintopf

Ein Kochtopf (oder kurz Topf, umgangssprachlich auch Hafen, Kochhafen oder niederdeutsch Pott; in der Schweiz insbesondere im Falle des Stieltopfs auch Pfanne genannt) ist in der Küche ein Gefäß zum Garen von Speisen. Der Kochtopf ist wesentlicher Teil des Kochgeschirrs, das heißt all der Gefäße, die zur Zubereitung von Warmspeisen dienen, wobei Kochgeräte (Herde oder Kocher) die Hitze erzeugen. Töpfe gehören zu den ältesten Zivilisationsgütern. Sie werden schon seit der Jungsteinzeit verwendet.
Um den Kochtopf besser anfassen zu können, ist er mit einem oder zwei Griffen oder Henkeln versehen, die früher aus angelöteten oder angenieteten Metallteilen bestanden. Heute bestehen die Griffe häufig aus Kunststoffen oder anderen schlecht wärmeleitenden Materialien, was allerdings ihren Einsatz im Backofen begrenzt. Eine Sonderform des Kochtopfs ist der Stieltopf, die Kasserolle. Dieser Kochtopf hat keine Henkel, sondern einen Stiel.

## Materialien
In den frühen Kulturen, der Antike und im Mittelalter wurden Kochtöpfe überwiegend aus Keramik hergestellt, weil Metalltöpfe für die einfache Bevölkerung unerschwinglich waren. Diese Tradition blieb im modernen Römertopf erhalten. Früher wurden auch Töpfe aus Speckstein hergestellt, dieses Gestein wurde deswegen auch Topfstein genannt. Kochtöpfe bestehen heute aus Metallen wie Stahl, auch mit Chrom und Nickel legierter rostfreier Stahl, Gusseisen, Aluminium seltener Messing oder Kupfer (verzinnt, weil Kupfer nicht säurebeständig ist und giftige Reaktionsprodukte entstehen können), da sie die von der offenen Flamme oder der Heizplatte erzeugte Wärme gut leiten, auf die Speisen übertragen und überschüssige Wärme ableiten müssen. Das gängigste Herstellungsverfahren ist dabei das Tiefziehen. Im 20. Jahrhundert kam als neues Material hitzebeständiges Glas hinzu, bekannt als Jenaer Glas.
Mit dem Aufkommen elektrischer Herde wurden Töpfe mit plangedrehten Böden erforderlich, damit eine gute Wärmeübertragung von der Kochplatte gewährleistet wird. Eine moderne Möglichkeit ist die Erhitzung über Induktion auf dem Induktionsherd. Hierzu werden Töpfe mit ferromagnetischen Böden benötigt.
Viele Töpfe sind heute mit Oberflächenbeschichtungen versehen, die ein Anbrennen von Speisen verhindern und die Reinigung erleichtern sollen. Häufig sind es Email und Teflon.
Außerdem haben Kochtöpfe fast immer einen ebenfalls mit Griff versehenen Deckel, der den Topf durch sein Eigengewicht verschließt und so einen geringen Überdruck beim Kochen zulässt, was sich günstig auf die Zubereitung mancher Speisen auswirken kann. Der Deckel kann ebenfalls aus Metall, aber auch aus anderen Materialien wie zum Beispiel Glas bestehen. Ein mit einem Deckel verschlossener Kochtopf benötigt deutlich weniger Energie als ein offener Topf, um die gleiche Temperatur zu halten. Ohne Deckel geht ständig ein Teil der zugeführten Energie in Form von heißem Gas (Wasserdampf) verloren. Mit Deckel geschieht das Abdampfen langsamer. Noch weniger Energie benötigt man beim Kochen mit einem Schnellkochtopf, bei dem mit Überdruck und erhöhter Temperatur gekocht wird.

## Reinigung
Zur Reinigung von Töpfen und Pfannen verwendete man früher oftmals Sand oder Salz. Inzwischen nutzt man zusammen mit tensidhaltigen Spülmitteln Spülbürsten, bei hartnäckiger Verschmutzung Pads aus Stahlwolle oder Topfschwämme mit einem Vlies aus verfilzten Kunststofffasern, das auch mit Schleifmitteln beschichtet sein kann.

## Energiesparend Kochen
Für energieeffizientes Kochen muss die Kochfeldfläche zum Topfboden passen. Bei Heizplatten mit zu kleinem Topfboden geht Energie seitlich verloren. Nur bei Induktionskochfeldern geht keine Energie verloren. Ein sehr viel größerer Topfboden dagegen reduziert auf allen Kochfeldern die Energieeffizienz durch eine starke Verlängerung der Aufwärmzeit.
Das Verwenden eines passenden Deckels führt immer zu einer deutlichen Energieersparnis, da die Wärme so nicht ungehindert nach oben entweichen kann.
Für eine gute Wärmeübertragung muss der Topfboden eine Heizplatte bei Betriebstemperatur auf der ganzen Fläche berühren. Im Allgemeinen dehnt sich das Metall mit zunehmender Temperatur aus. Durch die unterschiedlichen Temperaturen von Topfboden und Topfwand kommt es beim Erhitzen zu einer Verformung des Topfbodens. Gutes Kochgeschirr ist so gebaut, dass der Boden im heißen Zustand eben ist. Im kalten Zustand ist gutes Kochgeschirr dagegen oft leicht nach innen gewölbt und wird erst durch Erhitzen eben. Wird es zu stark erhitzt, so biegt sich der Boden nach außen. Damit sinkt die übertragene Heizleistung von Heizplatten und Glaskeramik-Kochfeldern und der Wirkungsgrad sinkt. Die Töpfe werden schlecht warm und die Kochzeit sowie die Stromkosten steigen. Zudem kann dies zur Schädigung des Topfes, des Kochfeldes und des Temperaturreglers, sowie zu angebranntem Kochgut bei dünnen Böden führen. Gas- und Induktionsherde arbeiten mit verbogenen Topfböden problemlos.
Auch das Topfmaterial hat einen großen Einfluss auf den Energieeinsatz beim Kochen. Die optimale Wahl ist von der Zubereitungsdauer und -temperatur sowie vom Gericht abhängig.
Bei Glaskeramik-Kochfeldern (Markenname Ceran) ist auch die Farbe der Bodenaußenseite von Bedeutung. Da dort die Energie über Wärmestrahlung übertragen wird, muss der Topfboden diese gut aufnehmen können. Hier kann mit dunklen Topfböden die beste Energieübertragung erreicht werden.

## Sonstiges
Sprachliche Besonderheit: In der deutschsprachigen Schweiz wird der Begriff Topf kaum verwendet, was im Hochdeutschen Topf heißt, wird dort als Pfanne bezeichnet, während die Pfanne in der Schweiz Bratpfanne heißt. Im Norddeutschen findet sich das Synonym Pott, im Süddeutschen Hafen und die entsprechende Berufsbezeichnung Hafner statt Töpfer bzw. Pöttker, und im Niederdeutschen auch Duppen und ähnliche Formen.
Ein beliebtes Spiel ist bei Kindern das Topfschlagen. Hierbei geht es darum, mit verbundenen Augen einen Topf zu finden.
Die sinnbildhafte paarweise Ergänzung von Topf und (passendem) Deckel hat auch zur Entstehung von auf den zwischenmenschlichen Bereich gemünzten Redewendungen wie Jeder Topf findet den passenden Deckel, Der Topf hat sein Deckelchen gefunden und ähnlichen geführt.
Des Weiteren wird mit „Topf“ ein Teil eines Haushaltsplans (Haushaltstitel) bezeichnet.